# 夜の慣用句
夜の慣用句（よるのかんようく）は、柳家喬太郎による新作落語の演目。彼の新作落語の中でも有名な作品の一つである。

## 概要
若い社員たちの飲み会に、空気を読まない部長が無理やりに参加して、場を白けさせていく様をコミカルに描いた作品。部長の徹底した俗物ぶりが聴きどころになっている。2001年（平成13年）と2005年（平成17年）にCD化されている。テレビでは2011年（平成23年）4月の『三遊亭圓歌の演芸図鑑』に柳家喬太郎がゲスト出演し、本作を演じたことがある。

## あらすじ
ある会社の部長が、部下達とともに居酒屋に飲みに行く。部下たちと話す中で、部長は部下達に座右の銘があるかどうかと、慣用句（ことわざ）を聞いていく。そのうち、ある部下の発言で機嫌を損ねた部長が便所に行き、その間に部下たちは行きつけのキャバクラへ行くことにし、戻ってきた部長と向かう。一行がキャバクラに行くと、部長は今度はキャバ嬢に座右の銘があるかどうかを訪ね、あるキャバ嬢の発言でまたもや機嫌を損ねた部長が便所に行く。その間にチェンジとなった。部長は新しい2人に名前を訪ねるとこの2人が自分の姪であることに気づく。窮地に立たされた部長のこの状況は、「座右の銘（ざゆうのめい）」ならぬ「左右の姪（さゆうのめい）」であった。

## CD
- 『キング落語名人寄席 柳家喬太郎』(キングレコード KICH3221：2001年[注釈 1])

1.すみれ荘201号室　2.夜の慣用句
- 『爆笑!ライブ 夜の慣用句 柳家喬太郎』（キングレコード KICX658：2005年）